# El marido de la peluquera
El marido de la peluquera (título original: Le mari de la coiffeuse) es una película de 1990 dirigida por Patrice Leconte y escrita junto a Claude Klotz. Está protagonizada por Jean Rochefort y Anna Galiena. 

## Sinopsis
En el despertar de la adolescencia, Antoine conoce sus primeras emociones amorosas en la butaca de la peluquería de la exuberante señora Shaeffer. Está seguro de que, más tarde, él se casará con una peluquera. Llegado a adulto, conoce a Mathilde, la peluquera de sus sueños. El golpe de pasión es recíproco; se casan y viven a diario un amor sencillo y ardoroso, carnal y espiritual...

## Ficha técnica
| - Título: El Marido de la peluquera - Título original: Le mari de la coiffeuse - Realización: Patrice Leconte - Ayudante de realización: Étienne Dhaene - Productor: Thierry de Ganay - Guion: Claude Klotz y Patrice Leconte - Fotografía: Eduardo Serra - Montaje: Joëlle Pique - Música: Michael Nyman y de las canciones en lengua árabe - País de origen: Francia - Género: Drama, Comedia romántica - Duración: 82 minutos - Fecha de estreno: 3 de octubre de 1990 |

## Reparto
| - Anna Galiena : Mathilde, la peluquera - Jean Rochefort : Antoine, el marido de la peluquera - Roland Bertin : el padre de Antoine - Yveline Ailhaud : la madre de Antoine - Maurice Chevit : Ambroise Dupré llamado Isidore Agopian, el antiguo jefe de Mathilde - Philippe Clévenot : Morvoisieux, un cliente del salón - Ticky Holgado : el yerno de Morvoisieux - Jacques Mathou : Julien Gora, el marido abofeteado - Claude Aufaure : el cliente homosexual - Albert Delpy : Donecker | - Michèle Laroque : la madre del niño adoptado - Anne-Marie Pisani : Madame Scheaffer - Pierre Meyrand : el hermano de Antoine - Arlette Téphany : la cuñada de Antoine - Julien Bukowski : l'homme sombre - Youssef Hamid : el cliente tunecino - Laurence Ragon : Madame Gora - Henry Hocking : Antoine a los 12 años - Christophe Pichon : el hermano de Antoine a los 12 años - Thomas Rochefort : Antoine niño |

## Sobre la película
Los trajes de baño en lana llevados por los actores (niños), cuando juegan sobre la playa de Luc-sur-Mer, fueron confeccionados por la madre de Patrice Leconte (fuente : Patrice Leconte, mismo).

## Premios
- 1990 : Premio Louis-Delluc (compartido con Le Petit Criminel de Jacques Doillon).
- 1991 : 7 nominaciones en los César : mejor película, mejor realizador (Patrice Leconte), mejor actor (Jean Rochefort), mejor fotografía (Eduardo Serra), mejor montaje (Joëlle Hache), mejores decorados (Ivan Maussion) y mejor guion, original o adaptación (Claude Klotz y Patrice Leconte).
- 1991 : nominada al Grand Prix de la Union de la Critique de Cinéma.
- 1992 : nominada al BAFTA de la Mejor Película no inglesa.